# ISO 3166-2:TW
Die Liste der ISO-3166-2-Codes für die Republik China (Taiwan) enthält die Codes für die 13 Landkreise (縣,  Xiàn) und neun Städte (市,  Shì), darunter sechs regierungsunmittelbare und weitere drei kreisfreie Städte.

Die Codes bestehen aus zwei Teilen, die durch einen Bindestrich voneinander getrennt sind. Der erste Teil gibt den Landescode gemäß ISO 3166-1 (für die Republik China (Taiwan) TW), der zweite den Code für den Distrikt und die Stadt wieder.
Die aktuellen Codes stehen auf der Seite der ISO unter #iso:code:3166:TW zur Verfügung.

## Kodierliste

### Landkreise
| Landkreis  | Code   |
| ---------- | ------ |
| Changhua   | TW-CHA |
| Chiayi     | TW-CYQ |
| Hsinchu    | TW-HSQ |
| Hualien    | TW-HUA |
| Kinmen     | TW-KIN |
| Lienchiang | TW-LIE |
| Miaoli     | TW-MIA |
| Nantou     | TW-NAN |
| Penghu     | TW-PEN |
| Pingtung   | TW-PIF |
| Taitung    | TW-TTT |
| Yilan      | TW-ILA |
| Yunlin     | TW-YUN |

### Regierungsunmittelbare Städte
| Stadt      | Code   |
| ---------- | ------ |
| Kaohsiung  | TW-KHH |
| Neu-Taipeh | TW-NWT |
| Taichung   | TW-TXG |
| Tainan     | TW-TNN |
| Taipeh     | TW-TPE |
| Taoyuan    | TW-TAO |

### Kreisfreie Städte
| Stadt   | Code   |
| ------- | ------ |
| Chiayi  | TW-CYI |
| Hsinchu | TW-HSZ |
| Keelung | TW-KEE |

Hinweis zu den Namen
Für die lateinische Umschrift der chinesischen Zeichen sind verschiedene Systeme in Gebrauch. Seit 2009 wird Hanyu Pinyin, die offizielle Umschrift in der Volksrepublik China, auch in der Republik China zur Umschrift von Ortsnamen verwendet, mit Ausnahme der Namen der regierungsunmittelbaren Städte, Landkreise und kreisfreien Städte, für die weiterhin die international gebräuchlichen Umschriften (meist Wade-Giles) verwendet werden. Daneben wird noch Tongyong Pinyin, die bis 2008 offizielle Umschrift, benutzt.